# Bert Dingley
Bert Dingley, né le 21 août 1885 à Oakdale (Californie) et décédé le 7 avril 1966 à Indianapolis (Indiana), à 80 ans, était un pilote automobile américain du début du XXe siècle. 

## Carrière
Pionnier des courses sur la côte ouest des États-Unis, sa carrière en sport automobile s'étale entre 1904 (course sur piste à Del Monte (en) près de San Francisco) et 1914.
En 1904 déjà, il remporte quatre des épreuves organisées sur deux journées au Los Angeles Agricultural Park, sur Pope-Toledo 24 hp (dont Chansler Challenge Cup, International Open et Pursuit Race).
Il dispute 17 courses du championnat américain AAA, entre 1909 et 1914, obtenant 3 victoires et 10 podiums, principalement sur Chalmers-Detroit (en) (1909) et Pope-Hartford (en) (1911).
Il participe aux 500 miles d'Indianapolis en 1912 (13e, sur Simplex).
Il se blesse sérieusement en 1914 à Tacoma à bord d'une Ono durant le Montamarathon Trophy AAA (un 4 juillet), mettant ainsi un terme à sa carrière.

## Palmarès

### Titre
- American Championship car racing : officieux champion des États-Unis AAA pour la saison 1909[3];

### Principales victoires
1909:
- Henry Wemme Cup, 102,2 miles (Grand Prix automobile de Portland, AAA, sur Chalmers-Detroit);
- Leon Shettler Trophy, 202,42 miles (Santa Monica, AAA, sur Chalmers-Detroit);

Autres:

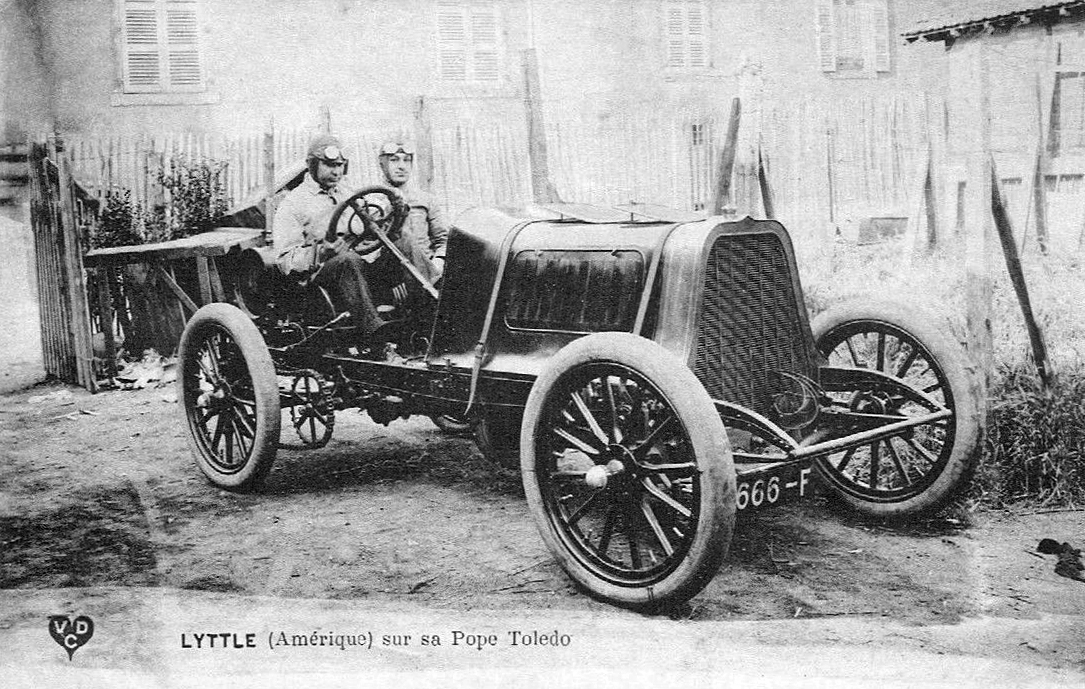
Une Pope-Toledo de course en 1905 (ici l'équipier de Dingley, Herbert Lyttle, durant la Coupe Gordon Bennett sur le Circuit d'Auvergne français).

- Free-for-All à Carmel Hill, Del Monte, CA. 1904, sur Pope-Toledo 24 hp;
- Chansler Challenge Cup, International Open et Pursuit Race à Agriculture Park, Los Angeles, CA 1904, sur Pope-Toledo 24 hp;
- Free Formula 5 miles à Agriculture Park, Los Angeles, CA 1906, sur White Steamer (à vapeur);
- 2, 3, et 10 miles de Sacramento, CA. 1907, sur Thomas Flyer;
- 25 miles de Del Monte, San Francisco 1907, sur Thomas Flyer;
- Éliminatoires américaines de la Coupe Vanderbilt en 1905, sur Pope-Toledo (circuit Hicksville-Hempstead-Jericho);
- Panama-Pacific Road Race AAA (Portola, San Francisco course 3) 1911, sur Pope-Hartford;
  - 10e de la Coupe Vanderbilt 1910, sur Pope-Hartford;
  - 12e de la Coupe Vanderbilt 1905, sur Pope-Toledo;
  - participation à la Coupe Gordon Bennett 1905 à Clermont-Ferrand, sur Pope-Toledo (avec Herbert Lyttle sur l'autre voiture de la marque, et Joe Tracy sur Locomobile).